# 大矢知村
大矢知村（おおやちむら）は三重県三重郡にあった村。現在の四日市市の北東部、近鉄名古屋線・近鉄富田駅の西方一帯、三岐鉄道三岐線・大矢知駅の周辺、国道1号・北勢バイパスの沿線にあたる。

## 地理
- 河川：朝明川

## 歴史
- 1889年（明治22年）4月1日 - 町村制の施行により、朝明郡垂坂村・松寺村・大矢知村（枝郷山添を除く）・下之宮村・川北村地域と朝明郡の旧桑名藩領の富田六郷の西富田村・蒔田村の区域をもって発足。
- 1896年（明治29年）4月1日 - 所属郡が三重郡に変更。
- 1954年（昭和29年）7月1日 - 四日市市に編入。同日大矢知村廃止。
- 四日市市合併後（平成時代）の大矢知地区-三幸毛糸紡績富田工場付近の富田地区の西側市街地化で宅地化。西富田の一部が富田地区の富田栄町として編入される。

## 交通

### 鉄道路線
- 三岐鉄道
  - 三岐線
    - 三岐朝明駅（現・三岐朝明信号場） - 大矢知駅